# Salix wiegandii
Salix wiegandii är en videväxtart som beskrevs av Merritt Lyndon Fernald. Salix wiegandii ingår i släktet viden, och familjen videväxter. Inga underarter finns listade i Catalogue of Life.